# خورشیدگرفتگی ۲۳ نوامبر ۲۰۰۳
خورشیدگرفتگی ۲۳ نوامبر ۲۰۰۳ (به انگلیسی: Solar eclipse of November 23, 2003) یک خورشیدگرفتگی از نوع خورشیدگرفتگی کامل است. این خورشیدگرفتگی در تاریخ ۲۳ نوامبر ۲۰۰۳ میلادی (‎۲ آذر ۱۳۸۲ خورشیدی) روی داد که زمان اوج آن، ساعت ۲۲:۵۰:۲۲ به‌وقت ساعت هماهنگ جهانی بوده‌است. مدت زمان و طول این خورشیدگرفتگی ۱ دقیقه و ۵۷ ثانیه بود.